# Metawithius dawydoffi
Espèce
Synonymes
- Hyperwithius dawydoffi Beier, 1951

Metawithius dawydoffi est une espèce de pseudoscorpions de la famille des Withiidae.

## Distribution
Cette espèce est endémique du Viêt Nam.

## Systématique et taxinomie
Cette espèce a été décrite sous le protonyme Hyperwithius dawydoffi par Beier en 1951. Elle est placée dans le genre Metawithius par Harvey en 2015.

## Étymologie
Cette espèce est nommée en l'honneur de Constantin Dawydoff.

## Publication originale
- Beier, 1951 : Die Pseudoscorpione Indochinas. Mémoires du Muséum National d'Histoire Naturelle, Paris, nouvelle série, vol. 1, p. 47-123.